# Кашина Изола Балба (Лоди)
Кашина Изола Балба је насеље у Италији у округу Лоди, региону Ломбардија.
Према процени из 2011. у насељу је живело 26 становника. Насеље се налази на надморској висини од 88 м.